# Municipio de Woodland (condado de Carroll)
El municipio de Woodland (en inglés: Woodland Township) es un municipio ubicado en el condado de Carroll en el estado estadounidense de Illinois. En el año 2010 tenía una población de 280 habitantes y una densidad poblacional de 2,95 personas por km².

## Geografía
El municipio de Woodland se encuentra ubicado en las coordenadas 42°9′11″N 90°2′13″O / 42.15306, -90.03694. Según la Oficina del Censo de los Estados Unidos, el municipio tiene una superficie total de 94.83 km², de la cual 94,83 km² corresponden a tierra firme y (0 %) 0 km² es agua.

## Demografía
Según el censo de 2010, había 280 personas residiendo en el municipio de Woodland. La densidad de población era de 2,95 hab./km². De los 280 habitantes, el municipio de Woodland estaba compuesto por el 98,57 % blancos, el 0,71 % eran afroamericanos, el 0,36 % eran asiáticos y el 0,36 % eran de una mezcla de razas. Del total de la población el 0,36 % eran hispanos o latinos de cualquier raza.